# Dolly (refrigerante)
Dolly é uma marca popular de bebidas brasileira. Foi originalmente fundada em 1987 pelo empresário Laerte Codonho, tendo sua principal sede localizada na cidade de Diadema, em São Paulo. Em 2018, a companhia entrou em recuperação-judicial com boa parte de suas contas congeladas.
A companhia tem em sua linha de produção um leque que vai de refrigerantes a sucos. Os refrigerantes são os carros-chefes do negócio, atendendo a região sudeste do país desde 1987. Seu principal produto é o Dolly Guaraná.
A empresa se tornou nacionalmente conhecida por meio do mascote Dollynho, que passou a representar a empresa e possui uma presença constante nas propagandas promocionais vinculadas na televisão. Desenhado pelo próprio Laerte Codonho, o boneco tornou-se conhecido em todo o Brasil, não apenas pela exposição em rede nacional na televisão mas, sobretudo, na internet, em função da grande quantidade de memes explorando a imagem do personagem.

## História
Lançou o primeiro refrigerante diet do Brasil no ano de 1987. A empresa começou a ficar nacionalmente conhecida no final da década de 1990.
Em 2003, no que ficou conhecido como o Caso Coca-Cola vs. Dolly, o proprietário da empresa, Laerte Codonho, acusou a Coca-Cola de práticas de concorrência desleal e acusou-a de sonegação de impostos e de usar folhas de coca em seu produto principal, além de outras acusações, chegando a até utilizar o slogan "Brasileiro não tem medo de estrangeiro", para provocar a norte-americana As denúncias foram amplamente divulgadas pela RedeTV!.
A partir de então, a Dolly passou a estar constantemente em propagandas veiculadas nas principais emissoras de televisão, exceto a Rede Globo, e com destaque para a longa relação com a RedeTV! como patrocinadora do antigo programa Pânico na TV e dos humorísticos vespertinos apresentados por João Kléber.
Posteriormente foi criado o personagem Dollynho.
Em 2015, números da ACNielsen mostravam que a empresa possuía share de 10% no mercado nacional de refrigerantes, mesmo tendo a distribuição mais restrita ao Sudeste, chegando ao share de 30% na Grande São Paulo.

## Dollynho
O Dollynho foi um mascote projetado pelo próprio proprietário da empresa para satisfazer todo o trabalho de marketing investido nas fábricas. Segundo o mesmo, foi inspirado no Teletubbies. O empresário afirmou: “Eu pensei que precisava de um personagem para a Dolly. Todo mundo ficava pagando para ter um personagem da Disney. Eu falei: 'não vou pagar para ninguém. Vou fazer um personagem meu. E, na época, eu via tanto Teletubbies com minha filha, que passei a gostar da repetição. Chega uma hora que você sente falta quando não vê o Tinky Winky’”. O mesmo também disse que havia outros mascotes da empresa semelhantes a Dollynho, como o pai e mãe dele. Porém, o empresário desistiu da ideia.
O mascote foi utilizado em várias propagandas da empresa pronunciando jingles, ou participando de músicas promocionais. Em uma das propagandas mais conhecidas, o personagem recita: "Oi pessoal, eu sou o Dollynho, seu amiguinho".
Ao passar dos anos, o personagem se tornou fortemente conhecido, um avanço muito positivo para a marca Dolly, que passou a ser mais conhecida e teve um impulso em suas vendas. O personagem passou a ser utilizado em praticamente todas as propagandas da empresa.
Em 2016, a Dolly optou por deixar de lado o personagem em um dos seus comerciais, utilizando pessoas reais para protagonizar o mesmo e causando uma reação desfavorável dos consumidores e telespectadores.
Durante a prisão do proprietário da empresa, o mascote foi utilizado para ironizar a acusação de sonegação da empresa. O personagem foi utilizado em diversos memes.
Em 2019, depois de empresa entrar no modo de recuperação, Dollynho apareceu em uma propaganda com o proprietário da empresa. A frase dita pelo personagem foi "Oi pessoal, estão fazendo de tudo para acabar com a gente". O comercial foi veiculado em várias emissoras de televisão e um vídeo foi publicado no site de vídeos YouTube.

### Concepção do personagem
O personagem tem um formato inspirado em garrafa pet, representado na cor verde. Possui uma locução sem fixação que, assim, pode variar.
Seus olhos têm vários tons derivados da cor verde, assim como a sua composição, mas podem variar para preto.
Seu bordão padrão utilizado em suas campanhas é: "Oi, pessoal, eu sou o Dollynho, seu amiguinho".

## Filiais
- Osasco (SP)
- Diadema
- Duque de Caxias (RJ)
- Tatuí (fechado)
- Centro de distribuição em São Bernardo do Campo
- Centro de distribuição em Campinas

## Controvérsia
A empresa na década de 2000 processou a concorrente Coca-Cola por danos-morais afirmando que a empresa "armou" para a mesma, e avisou que iria processar a mesma nos tribunais americanos, com base na Lei Antitruste. Numa conversa gravada por Codonho, o ex-executivo da Coca-Cola Luís Eduardo Capistrano do Amaral admitiu ter participado de um esquema orquestrado pela multinacional para tirar a Dolly do mercado.
Realizou também diversos ataques a concorrente Coca-cola durante um programa de televisão exibido no ano de 2003 na emissora RedeTV!.
Em 2018, o fundador da empresa foi preso junto ao seu ex-gerente financeiro, sob suspeita de fraude fiscal. Algumas fábricas foram fechadas, mas logo em seguida foram reabertas. Em entrevistas à Folha de S. Paulo e à revista Isto É Dinheiro, Codonho atribuiu sua prisão a uma armação da Coca-Cola e Ambev, alegando que as multinacionais adquiriram uma empresa de tecnologia, a Neoway, usada para fazer com que procuradores estaduais e da Fazenda Nacional introduzissem informações erradas no processo que resultou em sua prisão. Codonho ingressou com ações indenizatórias contra os procuradores. Um dos argumentos foi o de que atribuíram a ele a existência de uma empresa num paraíso fiscal para ocultação de patrimônio — a empresa citada nunca pertenceu ao empresário, o que foi reconhecido judicialmente.
Na época, os procuradores acusaram a empresa de sonegar de mais de R$ 4 bilhões de reais em impostos, e teve suas contas congeladas. Causando uma reação imediata na empresa, que corria um grave risco de falência, e sob liquidação de ativos e passivos. Atualmente, a justiça reconheceu a falsidade da acusação que então foi anulada.
Poucos dias depois, com os bens bloqueados, a empresa pediu recuperação judicial através de processos movidos por diversos credores e controladores da companhia. O pedido foi aprovado, e a empresa entrou no processo de recuperação.
Várias fábricas da empresa foram fechadas, e milhares de funcionários foram demitidos.
Codonho sempre negou ter as dívidas. Em novembro, duas sentenças da Justiça Federal reconheceram o argumento, dizendo que a Dolly, em vez de devedora, era credora de R$ 200 milhões.
A Justiça de São Paulo também deu ganho de causa a uma ação da empresa. Em decisão unânime em 24 de novembro de 2021, a 8ª Câmara de Direito Público do Tribunal de Justiça de São Paulo rejeitou recurso da Secretaria da Fazenda do Estado e confirmou a anulação de uma suposta dívida fiscal de quase R$ 211 milhões da Ragi Refrigerantes (Ecoserv), engarrafadora dos refrigerantes Dolly. Na decisão, o desembargador Antonio Celso Faria criticou a postura da fazenda estadual. "Já passou da hora de a Secretaria da Fazenda ter grandes cautelas sobre os procedimentos que adota, especialmente sobre grandes autuações."